# Fédra
A Fédra görög eredetű női név, jelentése: fényes. A név a mitológiai Phaedra nevéből származik.

## Gyakorisága
Az 1990-es években szórványos név, a 2000-es években nem szerepel a 100 leggyakoribb női név között.

## Névnapok
- május 1.[2]
- július 4.[2]
- szeptember 2.[2]
- November 29. (eredeti görög naptár szerint!)

## Híres Fédrák
- Phaedra, mitológiai alak